# Azurzwergfischer

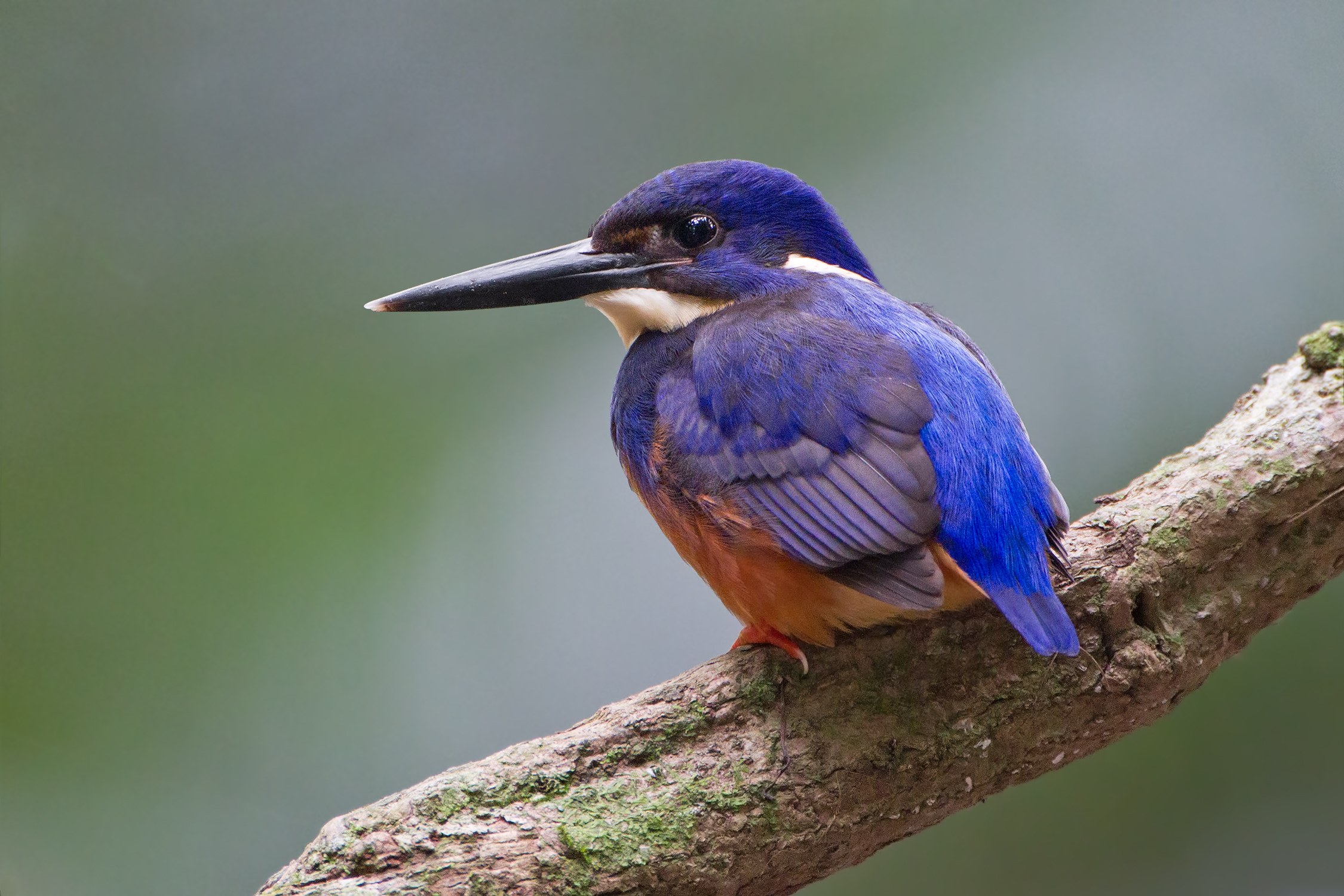
Azurzwergfischer, Queensland, Australien

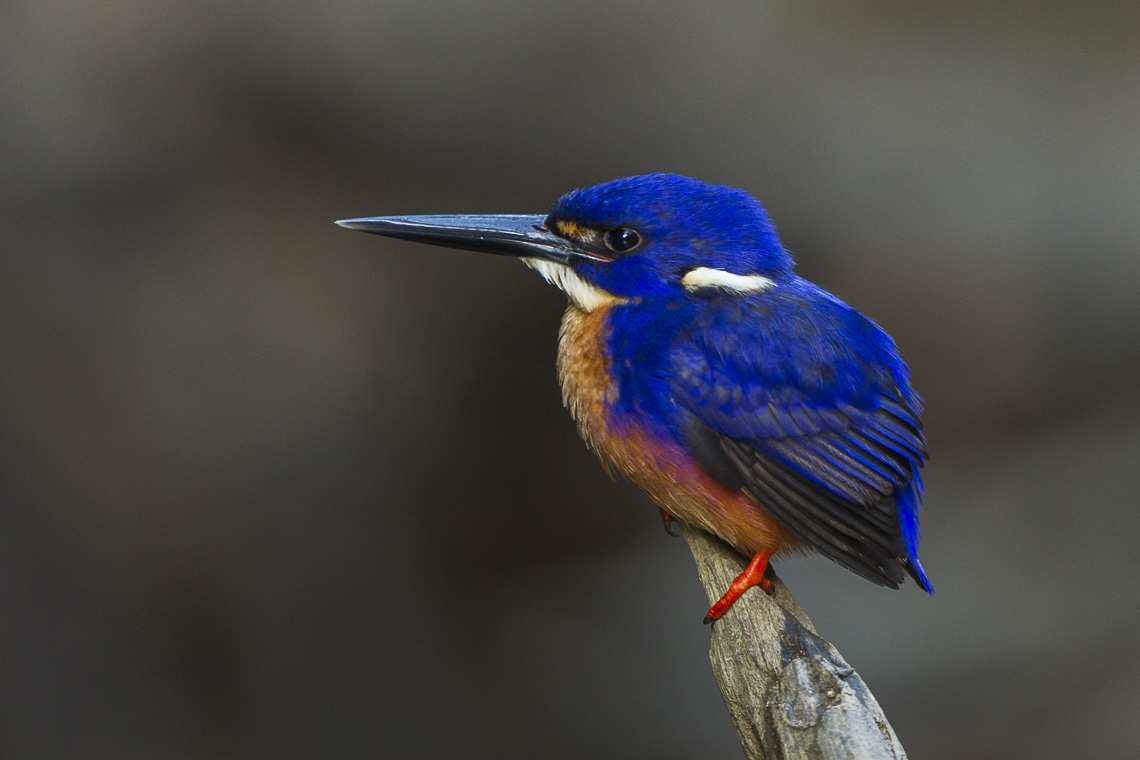
Azurzwergfischer, Daintree, Queensland

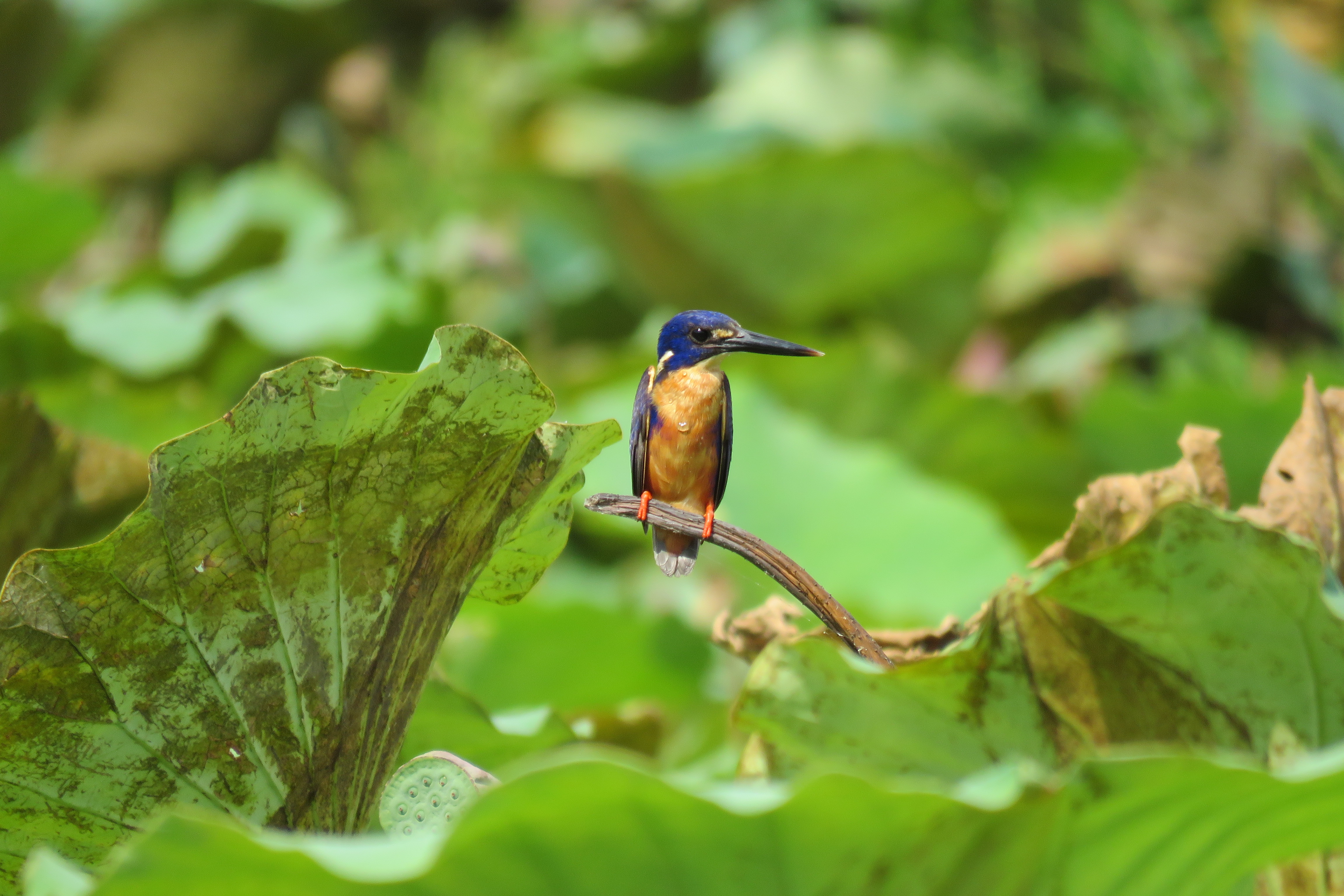
Kakadu-Nationalpark, Australien

Der Azurzwergfischer (Ceyx azureus, Syn.: Alcedo azurea) auch Azurfischer ist eine australische Eisvogelart. Es werden in dem großen Verbreitungsgebiet der Art mehrere Unterarten unterschieden. Er ist zwar größer als der Mangrovenzwergfischer, der zur selben Gattung gehört. Mit einer Körperlänge von 13 bis 14 Zentimeter bei einigen der Unterarten zählt er aber immer noch zu den kleinsten Eisvögeln.
Die Bestandssituation des Azurzwergfischer wurde 2016 in der Roten Liste gefährdeter Arten der IUCN als „Least Concern (LC)“ = „nicht gefährdet“ eingestuft.

## Merkmale
Beim 18 cm langen und 35 g schweren Azurzwergfischer ist die Oberseite azurblau und an der Unterseite rot-orange gefärbt. Er hat weiße Flecken hinter den Ohren und an der Kehle sowie orange vor den Augen. Der lange dünne Schnabel ist schwarz mit einer hellen Spitze.
Die Füße sind rot gefärbt.

## Verbreitungsgebiet und Unterarten
Das Verbreitungsgebiet des Azurzwergfischers umfasst das nördliche, das östliche und südöstliche Australien, Tasmanien, die Molukken, die kleinen Sunda-Inseln und Neuguinea.
Der Vogel lebt an Flüssen, Billabongs, Seen und Sümpfen mit schattiger überhängender Vegetation. In weiten Teilen seines Verbreitungsgebietes ist er ein Standvogel, der ganzjährig ein Revier besetzt.
Im Norden Australiens kommt die Unterart Alcedo azurens ruficollaris vor. Sie ist vergleichsweise häufig Das Verbreitungsgebiet reicht dort von Kimberley bis nach Cape York im Südosten Australiens. Er unterscheidet sich von den anderen Unterarten durch eine bronzefarbene Brust, die links und rechts von lila Gefieder eingefasst ist. Er lebt überwiegend entlang von breiten Fließgewässern in Monsunwäldern in Küstennähe, kommt aber auch an permanenten Wasserstellen weiter im australischen Landesinneren vor. Die Größe des Reviers ist auch von der Breite des jeweiligen Fließgewässers beeinflusst. An Stellen, die dem Azurzwergfischer ideale Lebensbedingungen bieten, benötigt ein Paar einen Flussabschnitt von 200 bis 500 Meter Länge.
Grundsätzlich ist der Azurzwergfischer im Süden und in den gemäßigteren Teilen des australischen Kontinents seltener. In Teilen seines historischen Verbreitungsgebietes ist er sogar ausgestorben. In Ostaustralien kommt die Nominatform vor, die entlang kleiner Fließgewässer nahe der Küste lebt. Er ist aber auch entlang des Murray Rivers und des Murrumbidgee Rivers zu finden. An geeigneten Stellen findet sich hier pro ein Kilometer Flusslauf ein Paar.
Bestandsveränderungen sind in der Regel eine Folge von Veränderungen der Wasserqualität und der Fließgeschwindigkeit. In Teilen seines Verbreitungsgebietes hat sich die Anlage von Staudämmen und Wehren negativ auf die Populationsdichte ausgewirkt. Er hat insbesondere dann Mühe ausreichend Nahrung zu finden, wenn Eingriffe in die Fließgewässer dazu führen, dass die Flüsse mehr Erde und Lehm mit sich führen. Der Azurzwergfischer hat allerdings auch von der Einführung des Karpfen durch europäische Siedler profitiert, der mittlerweile zu einem seiner häufigeren Beutefischarten zählt.

## Verhalten
Von einer Sitzwarte aus oder aus dem Rüttelflug taucht der Azurzwergfischer ins Wasser, um Fische und Krebse zu fangen. Die Beute wird getötet, indem sie gegen einen Ast geschlagen wird, und dann mit dem Kopf voran geschluckt. Wasserinsekten werden im Flug gefangen. Manchmal ergänzen Frösche die Nahrung.

## Fortpflanzung
Der Azurzwergfischer lebt monogam und verteidigt sein Brutrevier. Die 80–120 cm lange Bruthöhle wird in eine Sandbank gegraben. Zu tief gelegene Bruthöhlen können bei Hochwasser zerstört werden.
Beide Elternvögeln bebrüten die vier bis sieben Eier 21 Tage lang und füttern danach die Küken. Die Nestlingszeit dauert 28 Tage.

## Einzelbelege
1. 1 2 3 4  Strahan: Cuckoos, Nightbirds & Kingfishers of Australia. S. 128.
2. ↑  
Ceyx azureus in der Roten Liste gefährdeter Arten der IUCN 2016. Eingestellt von: BirdLife International, 2016. Abgerufen am 3. Oktober 2016.
3. ↑  Strahan: Cuckoos, Nightbirds & Kingfishers of Australia. S. 130.
4. 1 2  Strahan: Cuckoos, Nightbirds & Kingfishers of Australia. S. 129.